# Annekatrin Thiele

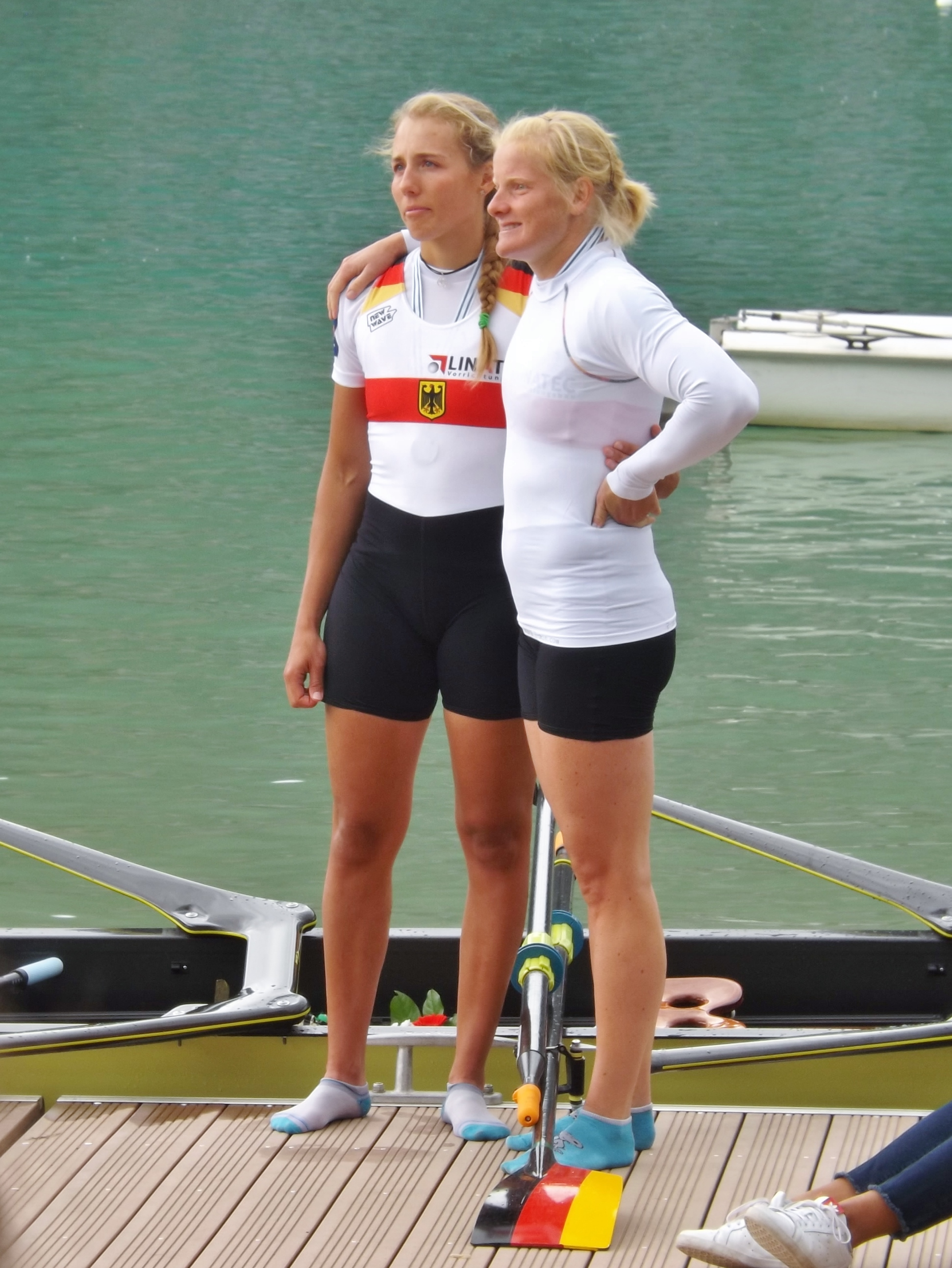
Marie-Cathérine Arnold und Annekatrin Thiele (rechts) 2015

Annekatrin Thiele (* 18. Oktober 1984 in Sangerhausen) ist eine deutsche Skull-Ruderin und Olympiasiegerin. Sie gewann 2016 in Rio de Janeiro olympisches Gold im Doppelvierer. Bei den Spielen zuvor hatte sie jeweils eine olympische Silbermedaille 2008 im Doppelzweier sowie 2012 im Doppelvierer gewonnen.

## Karriere
Annekatrin Thiele begann beim Ruderclub Roßleben, wo sie auch bis zur 10. Klasse die Klosterschule Roßleben besuchte, startet aber mittlerweile für die RG Wiking Leipzig im SC DHfK Leipzig und trainiert bei Angelika Noack. Nach Medaillenerfolgen in der Altersklasse der unter 23-Jährigen fuhr sie 2006 als Ersatzskullerin mit zu den Weltmeisterschaften. Bei den Olympischen Spielen 2008 trat Annekatrin Thiele zusammen mit Christiane Huth im Doppelzweier an. Die beiden qualifizierten sich durch einen dritten Platz beim Weltcup in München und einen zweiten Platz auf dem Rotsee bei Luzern. Nach einem Foto-Finish unterlagen die beiden in Peking mit einer Hundertstelsekunde den neuseeländischen Titelverteidigerinnen Georgina und Caroline Evers-Swindell. Bei den Olympischen Spielen 2012 in London gewann sie gemeinsam mit Britta Oppelt, Carina Bär und Julia Richter im Doppelvierer die Silbermedaille. Ein Jahr später, bei den Ruder-Weltmeisterschaften 2013 in Chungju, gewannen sie Gold. 2014 konnten Annekatrin Thiele und Carina Bär zusammen mit Julia Lier und Lisa Schmidla erneut Gold im Doppelvierer gewinnen. 2015 gewann der deutsche Doppelvierer mit Annekatrin Thiele, Carina Bär, Marie-Cathérine Arnold und Lisa Schmidla den Titel bei den Europameisterschaften, bei den Weltmeisterschaften erhielten sie die Silbermedaille hinter dem US-Doppelvierer. Zum Auftakt der Olympiasaison 2016 verteidigten Thiele, Bär, Arnold und Schmidla den Titel bei den Europameisterschaften in Brandenburg an der Havel. Bei den Olympischen Spielen ruderten Thiele, Bär, Julia Lier und Schmidla im deutschen Doppelvierer und gewannen den Titel vor den Niederländerinnen.
2017 trat Thiele im Einer an und gewann die Bronzemedaille bei den Europameisterschaften. Bei den Weltmeisterschaften verpasste sie das A-Finale und belegte den zehnten Platz. Das Jahr 2018 begann für Thiele mit ihrem vierten Sieg bei den Deutschen Kleinbootmeisterschaften. Bei den Weltmeisterschaften erreichte sie im gleichen Jahr das A-Finale und wurde Sechste im Einer. Nachdem Thiele sich im März 2019 eine Rippe gebrochen hatte, konnte sie ihren deutschen Meisterschaftstitel nicht verteidigen. Für die Europameisterschaften wurde sie wegen der zu kurzen Vorbereitungszeit nicht nominiert. Auch bei den Weltmeisterschaften 2019 machte sich der Trainingsrückstand bemerkbar. Thiele belegte mit einem Sieg im C-Finale den 13. Platz. Bei den Europameisterschaften 2020 belegte sie mit Leonie Menzel den fünften Platz im Doppelzweier.
Für ihre sportlichen Leistungen wurde ihr am 1. November 2016 das Silberne Lorbeerblatt verliehen.
Anlässlich der Beendigung ihrer Karriere am 25. Juni 2022 beschäftigte sich der Radiosender MDR Sachsen mit ihrer Karriere in der Sendung Fairplay.

## Internationale Erfolge
- 2004: 2. Platz U23-Weltmeisterschaften im Doppelzweier
- 2005: 2. Platz U23-Weltmeisterschaften im Doppelvierer
- 2008: 2. Platz Olympische Spiele im Doppelzweier (Silbermedaille)
- 2009: 3. Platz Weltmeisterschaften im Doppelvierer
- 2010: 1. Platz Europameisterschaften im Doppelzweier
- 2011: 6. Platz Weltmeisterschaften im Einer
- 2012: 2. Platz Olympische Spiele im Doppelvierer (Silbermedaille)
- 2013: 1. Platz Europameisterschaften im Doppelvierer
- 2013: 1. Platz Weltmeisterschaften im Doppelvierer
- 2014: 1. Platz Weltmeisterschaften im Doppelvierer
- 2015: 1. Platz Europameisterschaften im Doppelvierer
- 2015: 2. Platz Weltmeisterschaften im Doppelvierer
- 2016: 1. Platz Europameisterschaften im Doppelvierer
- 2016: 1. Platz Olympische Spiele im Doppelvierer (Goldmedaille)
- 2017: 3. Platz Europameisterschaften im Einer
- 2018: 6. Platz Weltmeisterschaften im Einer
- 2019: 13. Platz Weltmeisterschaften im Einer
- 2020: 5. Platz Europameisterschaften im Doppelzweier
- 2021: 5. Platz Europameisterschaften im Doppelzweier
- 2021: 11. Platz Olympische Sommerspiele 2020 im Doppelzweier

## Berufsweg
Ab September 2007 war Annekatrin Thiele in der Spitzensportförderung der Bundespolizei. Die Polizeioberkommissarin war Angehörige der Bundespolizeisportschule Kienbaum.